# Marie Josée Ta Lou
Gonezie Marie Josée Ta Lou (ur. 18 listopada 1988) – iworyjska lekkoatletka specjalizująca się w konkurencjach sprinterskich. Dwukrotnie srebrna i raz brązowa medalistka mistrzostw świata. Wielokrotna medalistka imprez kontynentalnych i mistrzostw Francji.

## Osiągnięcia
| Rok  | Impreza                   | Konkurencja        | Miejsce        | Lokata      | Wynik |
| ---- | ------------------------- | ------------------ | -------------- | ----------- | ----- |
| 2011 | Uniwersjada               | bieg na 100 m      | Shenzhen       | 22. miejsce | 12,02 |
| 2011 | Uniwersjada               | bieg na 200 m      | Shenzhen       | 18. miejsce | 24,17 |
| 2011 | Igrzyska Afrykańskie      | bieg na 100 m      | Maputo         | 7. miejsce  | 11,66 |
| 2011 | Igrzyska Afrykańskie      | bieg na 200 m      | Maputo         | 6. miejsce  | 24,12 |
| 2012 | Mistrzostwa Afryki        | bieg na 100 m      | Porto-Novo     | 4. miejsce  | 11,53 |
| 2012 | Mistrzostwa Afryki        | bieg na 200 m      | Porto-Novo     | 3. miejsce  | 23,44 |
| 2012 | Mistrzostwa Afryki        | sztafeta 4 × 100 m | Porto-Novo     | 3. miejsce  | 45,29 |
| 2013 | Uniwersjada               | bieg na 100 m      | Kazań          | 11. miejsce | 11,73 |
| 2013 | Uniwersjada               | bieg na 200 m      | Kazań          | 8. miejsce  | 23,63 |
| 2014 | Mistrzostwa Afryki        | bieg na 100 m      | Marrakesz      | 3. miejsce  | 11,20 |
| 2014 | Mistrzostwa Afryki        | bieg na 200 m      | Marrakesz      | 2. miejsce  | 22,87 |
| 2014 | Mistrzostwa Afryki        | sztafeta 4 × 100 m | Marrakesz      | 2. miejsce  | 43,99 |
| 2015 | Mistrzostwa świata        | bieg na 100 m      | Pekin          | 10. miejsce | 11,04 |
| 2015 | Mistrzostwa świata        | bieg na 200 m      | Pekin          | 9. miejsce  | 22,56 |
| 2015 | Igrzyska afrykańskie      | bieg na 100 m      | Brazzaville    | 1. miejsce  | 11,02 |
| 2015 | Igrzyska afrykańskie      | bieg na 200 m      | Brazzaville    | 1. miejsce  | 22,57 |
| 2015 | Igrzyska afrykańskie      | sztafeta 4 × 100 m | Brazzaville    | 3. miejsce  | 43,98 |
| 2016 | Halowe mistrzostwa świata | bieg na 60 m       | Portland       | 7. miejsce  | 7,29  |
| 2016 | Mistrzostwa Afryki        | bieg na 100 m      | Durban         | 3. miejsce  | 11,15 |
| 2016 | Mistrzostwa Afryki        | bieg na 200 m      | Durban         | 1. miejsce  | 22,81 |
| 2016 | Mistrzostwa Afryki        | sztafeta 4 × 100 m | Durban         | 3. miejsce  | 44,29 |
| 2016 | Igrzyska olimpijskie      | bieg na 100 m      | Rio de Janeiro | 4. miejsce  | 10,86 |
| 2016 | Igrzyska olimpijskie      | bieg na 200 m      | Rio de Janeiro | 4. miejsce  | 22,21 |
| 2017 | Mistrzostwa świata        | bieg na 100 m      | Londyn         | 2. miejsce  | 10,86 |
| 2017 | Mistrzostwa świata        | bieg na 200 m      | Londyn         | 2. miejsce  | 22,08 |
| 2018 | Halowe mistrzostwa świata | bieg na 60 m       | Birmingham     | 2. miejsce  | 7,05  |
| 2018 | Puchar interkontynentalny | bieg na 100 m      | Ostrawa        | 1. miejsce  | 11,14 |
| 2018 | Puchar interkontynentalny | bieg na 200 m      | Ostrawa        | 3. miejsce  | 22,61 |
| 2018 | Puchar interkontynentalny | sztafeta 4 × 100 m | Ostrawa        | –           | DQ    |
| 2019 | Igrzyska afrykańskie      | bieg na 100 m      | Rabat          | 1. miejsce  | 11,09 |
| 2019 | Igrzyska afrykańskie      | bieg na 200 m      | Rabat          | 3. miejsce  | 23,00 |
| 2019 | Mistrzostwa świata        | bieg na 100 m      | Doha           | 3. miejsce  | 10,90 |
| 2019 | Mistrzostwa świata        | bieg na 200 m      | Doha           | eliminacje  | DNS   |
| 2021 | Igrzyska olimpijskie      | bieg na 100 m      | Tokio          | 4. miejsce  | 10,91 |
| 2021 | Igrzyska olimpijskie      | bieg na 200 m      | Tokio          | 5. miejsce  | 22,27 |
| 2022 | Mistrzostwa świata        | bieg na 100 m      | Eugene         | 7. miejsce  | 10,93 |
| 2023 | Mistrzostwa świata        | bieg na 100 m      | Budapeszt      | 4. miejsce  | 10,81 |
| 2023 | Mistrzostwa świata        | bieg na 200 m      | Budapeszt      | 8. miejsce  | 22,64 |
| 2023 | Mistrzostwa świata        | sztafeta 4 × 100 m | Budapeszt      | –           | DNF   |
| 2024 | World Athletics Relays    | sztafeta 4 × 100 m | Nassau         | repasaże    | 42,63 |
| 2024 | Mistrzostwa Afryki        | bieg na 100 m      | Duala          | półfinał    | DNS   |
| 2024 | Igrzyska olimpijskie      | bieg na 100 m      | Paryż          | 8. miejsce  | 13,84 |
| 2024 | Igrzyska olimpijskie      | bieg na 200 m      | Paryż          | eliminacje  | DNS   |
| 2024 | Igrzyska olimpijskie      | sztafeta 4 × 100 m | Paryż          | eliminacje  | DQ    |

## Rekordy życiowe
- bieg na 60 metrów (hala) – 7,02 (20 lutego 2019, Düsseldorf)
- bieg na 100 metrów – 10,72 (10 sierpnia 2022, Monako) rekord Afryki, 9. wynik w historii światowej lekkoatletyki
- bieg na 200 metrów – 22,08 (11 sierpnia 2017, Londyn) rekord Wybrzeża Kości Słoniowej[1].

25 sierpnia 2023 w Budapeszcie iworyjska sztafeta 4 × 100 metrów z Ta Lou na drugiej zmianie wynikiem 41,90 ustanowiła aktualny rekord Afryki w tej konkurencji.